# Ташкентский архитектурно-строительный институт
Ташкентский архитектурно-строительный университет (узб. Toshkent arxitektura-qurilish universiteti / Тошкент архитектура-қурилиш университети) — высшее учебное заведение по архитектурно-строительным направлениям в Ташкенте (Узбекистан).

## История
Университет создан 6 мая 1991 года Указом Президента Узбекской ССР И. А. Каримовым на базе архитектурного факультета, факультета промышленно-гражданского строительства и инженерно-строительного факультета Ташкентского политехнического института имени Беруни.
Институт является опорным учебным заведением Республики по архитектурно-строительным учебным направлениям, является ответственным при выполнении задач высшего образования в сфере национальной программы по подготовке кадров. В институте ведут свою деятельность факультеты «Архитектура», «Строительство зданий и сооружений», «Инженерно-строительной инфраструктуры», «Управление строительством», а также академический лицей, центр повышения квалификации и переподготовки менеджеров в сфере строительства и отдел международных отношений.
В Ташкентском архитектурно-строительном институте ведут свою деятельность 350 члена профессорско-преподавательского состава, из них 28 доктора наук и профессора, 121 кандидатов наук и доцентов. 38,5% профессоров-преподавателей института имеют научные степени и звания. В институте учатся свыше двух тысяч студентов по 13 образовательным направлениям бакалавриата и по 20 специальностям магистратуры. Во время учебного процесса студенты имеют возможность получить глубокие теоретические знания и научно-практические советы. В институте действуют специализированные советы по защите докторских диссертаций в сфере архитектуры и строительства. Научно-педагогические кадры, через отдел науки и подготовки научно-педагогических кадров, подготавливаются по 7 направлениям.  Научно-исследовательские работы института внесены в Государственную научно-теоретическую программу по развитию основных направлений Республики Узбекистан.
Специалисты института принимают заказы по конструкции строительства, проектированию общественных и жилых зданий, выявляют прочность зданий и помещений от землетрясений, производят качественные строительные материалы на основе техногенных отходов. В издательско-редакционном отделе института издаются учебники, учебные пособия, монографии и сборники научных работ.
Изучая всеобщую технику и специальные предметы, применяя новейшую педагогическую технологию, используя достижения науки и техники, был основан центр повышения квалификации и переподготовки менеджеров в сфере строительства Республики Узбекистан.
В действующем с 1996 года академическом лицее, при архитектурно-строительном институте, учатся 542 учащихся. В лицее преподают 3 профессора , 12 кандидатов наук и доцентов.
ТАСИ на основе договоров работает свыше чем с 20-ю ведущими институтами и университетами стран СНГ , Азии и Европы.
Для профессоров-преподавателей и студентов института: имеется информационно-ресурсный центр площадью 1075,2 m2, куда входят современные компьютеры с возможностью выхода в интернет и книжным фондом в 247958 электронных книг. В институте имеется спортивный комплекс «Пахтакор» для занятий различными видами спорта; для обучающихся, приезжих из областей, предоставляется общежитие; в главном здании института работает столовая и имеются буфеты в факультетах.

## Факультеты и кафедры, центры

#### Факультет управления строительством
- Кафедра менеджмент в строительстве
- Кафедра экономики и управления недвижимостью
- Кафедра информатика и компьютерная графика
- Кафедра городского строительства и хозяйства
- Кафедра философских и социально-политических дисциплин
- Кафедра узбекского и иностранных языков

На кафедрах «Экономика» и «Менеджмент» работают известные в республике высококвалифицированные специалисты. Ряд профессоров и преподавателей прошли стажировку в ведущих учебных центрах Голландии, Германии, Франции. На факультете созданы все условия для получения знаний и изучения иностранных языков на высоком уровне. На факультете имеются 2 компьютерных, и 2 лингафонных и мультимедийный кабинет.
По фонду Президента Республики Узбекистан «Истедод» 4 студента экономического факультета были направлены для обучения в Университеты США и Англии.
Высокие профессиональные знания и навыки дают выпускникам возможность успешно применять их в банковских, налоговых, строительных и проектных организациях. Студенты факультета, участвуя в Республиканских олимпиадах, стабильно добиваются высоких результатов, получая призовые места в личном и командном зачётах.
Ученые факультета проводят научно-исследовательскую работу по повышению эффективности строительного комплекса в условиях либерализации экономики строительства в республике.
Также, при институте функционируют лицей, бизнес-школа, центр переподготовки и повышения квалификации менеджеров в сфере строительства и отдел международных связей.
В Ташкентском архитектурно-строительном институте, в основном штате работают 228 преподавателей, из них: 18-доктора наук и профессора, 88-кандидаты наук и доценты. 46,5% преподавателей института имеют ученые степени и научные звания.
На очном и заочном отделениях факультетов ведется подготовка более двух тысяч студентов по 12 образовательным направлениям бакалавриата и 19 специальностям магистратуры. В процессе обучения студенты имеют возможность получать глубокие теоретические знания и научно-практические навыки.
Научно-педагогические кадры готовятся через аспирантуру по 7 специальностям. Функционируют Специализированные советы по защите докторских и кандидатских диссертаций в области архитектуры и строительства.
Научно-исследовательские работы института включены в Государственную научно-техническую программу по приоритетным направлениям развития Республики Узбекистан.
Специалисты института принимают заказы по проектированию строительных конструкций, общественных и жилых зданий, по разработке эффективных строительных материалов с применением техногенных отходов, по определению сейсмостойкости зданий и сооружений и др.
В институте издаются учебники, учебные пособия, монографии и сборники научных трудов.

#### Факультет строительства
- Кафедра строительство зданий и сооружений
- Кафедра гидротехнических сооружений, основания и фундаменты
- Кафедра строительной инженерии
- Кафедра строительной механики и сейсмостойкости сооружений

Ученые и преподаватели факультета проводят научно-исследовательские работы по проектированию лёгких строительных конструкций, сейсмостойкости зданий и сооружений, и исследованию свойств грунтов, архитектурно-строительной физике зданий и сооружений и др.

#### Факультет архитектуры
- История и теория архитектуры
- Архитектурное проектирование
- Градостроительство и ландшафтная архитектура
- Интерьер и ландшафтный дизайн
- Начертательная геометрия и компьютерная графика
- Изобразительное искусство

#### Факультет технологии
- Кафедра геодезии и кадастра
- Кафедра проектирования, строительства и эксплуатации инженерных коммуникаций
- Кафедра «Математика и естественные науки»
- Кафедра «Строительные материалы и химия»
- Кафедра «Производство строительных материалов, изделий и конструкций»

### Центры
- Информационно-ресурсный центр
- Центр информационных технологий
- Центр повышения квалификации
- Центр интеграции и инновации в архитектуре и строительстве

При вузе также действует лицей.
С 2018/2019 учебного года в институте открыто заочное отделение, обучение в котором производится только на платной основе.

## Процесс обучения
Профессорско-преподавательский состав института насчитывает 350 человек из которых 40 являются докторами наук и профессорами, 130 — кандидатами наук и доцентами, более 38 % имеют научные степени и звания.
В институте проходят обучение более 6000 студентов по 22 образовательным направлениям бакалавриата и по 35 специальностям магистратуры.
Согласно принятому в 2018 году постановлению Правительства Узбекистана, студенты Ташкентского архитектурно-строительного института проходят обязательную стажировку в проектных институтах и предприятиях базовых отраслей экономики страны.

## Материально-техническая база
В 2017 году правительством Узбекистана было принято решение о начале строительства нового корпуса вуза в Мирзо-Улугбекском районе Ташкента. На время строительства учебный процесс в институте ведётся в основном здании на улице Алишера Навои, а также временно — в корпусах Ташкентского финансового института.

## Международное сотрудничество
Ташкентский архитектурно-строительный институт осуществляет международное сотрудничество с Институтом коммунального хозяйства Туркменистана, в рамках соглашения, подписанного 23 апреля 2018 года на встрече президентов Узбекистана Шавката Мирзиёева и Туркмении Гурбангулы Бердымухамедова.
У института установлены партнёрские отношения с Ижевским государственным техническим университетом, Университетом Гунадарма (Индонезия).
Также в институте с 2018 года создано совместное образование по 7 образовательным направлениям бакалавриата, а с 2022 года и по 8 специальностям магистратура с Белорусским национальным техническим университетом. И по 1 специальности магистратуры с Университетом Анхальт прикладных наук Германии.